# Internaziomal
Internaziomal – drugi album studyjny polskiego rapera Żabsona, wydany 30 października 2019 roku, nakładem wytwórni muzycznej Revolume oraz Step Hurt.
W 2022 roku nagrania uzyskały certyfikat platynowej płyty.

## Lista utworów
Opracowano na podstawie materiału źródłowego.
1. „Internaziomal”
2. „Elegancko” (gościnnie: Yzomandias)
3. „No prowo”
4. „Small Town Boy” (gościnnie: Bateo, White 2115)
5. „Nowe dźwięki”
6. „Twister” (gościnnie: Young Multi)
7. „Floyd Mayweather”
8. „Ucieknij ze mną” (gościnnie: Dziarma)
9. „Collage” (gościnnie: Veags Jones)
10. „Marcelo Burlon”
11. „Brak snu, stres i używki” (gościnnie: Szpaku)
12. „Szrot” (gościnnie: Monkey (67))
13. „Kaptur”
14. „Mr. Drip” (gościnnie: Deemz, Lil Gotit, Otsochodzi)
15. „Sukces” (gościnnie: Borixon)
16. „Urlop (Outro)”